# Ся Се
Се (спрощ.: 泄; кит. трад.: 泄; піньїнь: Xiè) — десятий правитель держави Ся, наступник свого батька Ся Мана.

## Загальні відомості
Місце народження невідоме. Його батько, Ся Ман, був минулим володарем країни. Ім'я та походження матері залишаються загадкою. 
Згідно Бамбуковим анналам На дванадцятому році правління його шанський васал Жіхай (子亥) був гостем у місті Йоуї, де його вбила свита іншого чиновника - Мянчена, якого також звинувачували у розпущеності. Через чотири роки наступник Жіхая, Вей, об'єднався з силами барона Хо та вторгся до Йоуї, після чого вбив Мянчена.
На двадцять першому році правління Се приносив регулярну данину вождям навколишніх варварських племен.
Старший син і спадкоємець трону: Бу Сян.